# Hekuma Gurbanova
 (avril 2024).
Pour les articles homonymes, voir Gurbanov.
Hekuma Gurbanova (en azeri : Hökümə Abbasəli qızı Qurbanova) est une actrice de théâtre et de cinéma azerbaïdjanaise et soviétique et artiste du peuple de l'URSS.

## Biographie
Hekuma Gurbanova est née le 29 mai 1913 à Bakou. En 1931, elle est diplômée d'un collège pédagogique de Bakou. En 1931-1932, elle étudie le piano à l'académie de musique Hadjibeyov de Bakou. Hekuma Gurbanova avait une fille Naila du mariage avec l'acteur Alasgar Alakbarov et une autre fille, Vafa, de son deuxième mariage avec le décorateur Nusrat Fatullayev. Elle est décédée le 2 novembre 1988 à Bakou et a été enterrée dans l'allée d'honneur.

## Carrière
La carrière de Hekuma Gurbanova en tant qu'actrice commence en 1933, au studio Azerbaijanfilm avec son rôle de Yakhshi dans l'un des premiers longs métrages soviétiques azerbaïdjanais Almas, choisi par Djafar Djabbarly lui-même. À partir de 1938, elle se produit dans une troupe du théâtre dramatique académique d'État d'Azerbaïdjan dans divers genres dramatiques. Hekuma Gurbanova était membre de l'Union des cinéastes de la RSS d'Azerbaïdjan  et membre du Soviet suprême de la RSS d'Azerbaïdjan des 7e et 8e convocations. 

## Décorations et titre
- Artiste du peuple de l'URSS (1965)
- Prix d'État Mirza-Fatali-Akhoundov de la RSS d'Azerbaïdjan (1965)
- Ordre de Lénine (1959)
- Ordre de la bannière rouge du travail (1973)
- Ordre de l'Insigne d'honneur (1949)
- Médailles[3]